# Garthius chaseni
Garthius chaseni är en ormart som beskrevs av Smith 1931. Garthius chaseni är ensam i släktet Garthius som ingår i familjen huggormar. Inga underarter finns listade i Catalogue of Life.
Arten förekommer endemisk på Borneo. Den är med en längd upp till 65 cm en liten orm. Individer hittades vid berget Kinabalu i områden som var täckta av regnskog. Antagligen jagar arten ödlor, groddjur och små däggdjur. Honor lägger ägg. I äldre taxonomiska avhandlingar listades arten i släktet Ovophis eller Trimeresurus.